# Harsiese (Gegenkönig)
Harsiese (gräzisiert von ägyptisch „Horus, Sohn der Isis“) war der letzte einheimische Pharao (König) und Gegenkönig in Theben, der nach dem Ausbruch der Auseinandersetzung zwischen Ptolemaios VIII. und Kleopatra II. von 131 bis 130 v. Chr. regierte. Belegt ist er durch griechische und demotische Urkunden sowie einen Ehevertrag vom 15. September 130 v. Chr., in dem er als Pharao bezeichnet wird. Nachdem Paos ihn aus der Thebais vertrieben hatte, fielen die von Harsiese beherrschten Gebiete von El-Hibe wieder an Ptolemaios VIII. zurück.

## Weblink
- Biographie von Christopher Bennett

| Personendaten    | Personendaten                                      |
| ---------------- | -------------------------------------------------- |
| NAME             | Harsiese                                           |
| KURZBESCHREIBUNG | altägyptischer König                               |
| GEBURTSDATUM     | 2. Jahrhundert v. Chr.                             |
| STERBEDATUM      | 2. Jahrhundert v. Chr. oder 1. Jahrhundert v. Chr. |